# UB-33号潜艇
陛下之UB-33号艇是德意志帝国海军于第一次世界大战期间建造的其中一艘UB-II型近岸潜艇或称U艇。它由汉堡的布洛姆与福斯船厂承建，于1915年12月5日下水，至1916年4月20日交付使用。其艇载武器包括两具500毫米的艇艏鱼雷发射管以及一门88毫米口径甲板炮。UB-33号曾先后被部署至波罗的海和佛兰德，并参与了大西洋潜艇战。在总共17次巡逻期间，该艇累计击沉了13艘协约国或中立国商船，容积总吨为5390吨。1918年4月11日，UB-33号在瓦尔内沙洲附近的多佛尔屏障内触雷沉没，艇内28名官兵全数阵亡。

## 设计
第一次世界大战爆发后，随着U艇战形势的发展，UB-I型潜艇排水量过小、适航性不佳、推进系统可靠性低等问题愈发凸显。其水面航速甚至追不上商船，以5節（9.3每小時）航速潜航1小时后，蓄电池电能便会耗尽。它们甚至无力应对多佛尔海峡8至10節（15至19每小時）的海流。为此，潜艇监察局于1915年4月研发了UB-I型潜艇的放大版——UB-II型，并由德国国家海军办公室委托两家造船厂建造。其中UB-33号是由汉堡布洛姆与福斯船厂承建的第二批次的四号艇，于1915年12月4日下水。
与前一批次的UB-II型艇相比，UB-33号的水面及水下排水量分别增至274吨和303吨，全长增至36.90米，艇体采用单壳体加鞍形水柜构造。由于突破了铁路限界，舷宽也得以增至4.37米。该艇采用双桨驱动，其主机为两台奔驰六缸四冲程270匹公制馬力（200千瓦特）柴油机用于水面运行，以及两台280匹公制馬力（210千瓦特）的西门子-舒克特电动发电机用于水下航行；水面最高航速9.06節（16.78每小時），水下5.71節（10.57每小時）；能够在水面以5节航速续航7,030海里（13,020），或以4節（7.4每小時）连续在水下航行45海里（83）而无需充电。蓄电池被放置在中央潜柜的前方，以配平更重的发动机安装。其最大潜水深度为50米，潜没需时为30－45秒。
UB-33号的主武器为两具500毫米艇艏鱼雷发射管，采用层叠式布局，以实现可以创造最佳表面效率的舷弧设计；鱼雷携带量为4枚（后期增至6枚），鱼雷威力亦显著提高。辅助武器是一门88毫米30倍径速射炮。司令塔增加了一具潜望镜，并配备了1根两段式可伸缩通信桅杆，前水平舵外形也做了调整。其标准船员编制为2名军官加21名水兵。

## 服役历史
1916年4月22日，UB-33号在在首度担任艇长的海军中尉赫伯特·勒夫霍尔茨的指挥下正式入役，随即展开海试。完成海试后，该艇于1916年6月22日被正式编入驻波罗的海的库尔兰区舰队。同年9月9－19日，UB-33号参与了由波罗的海侦察部队司令（Befehlshabers der Aufklärungsstreitkräfte der Ostsee）指挥、负责渗透至里加湾的一次大规模侦察行动，但未击沉任何船只。之后，该艇亦曾被临时编入第四鱼雷艇区舰队，于1917年6月初在挪威和日德兰沿岸的波罗的海入口处巡逻缉拿违禁船舶。在这次行动中，共搜查了50艘船，其中3艘被缴作战利品。
1917年10月，UB-33号转配至比利时的佛兰德区舰队，主要在英吉利海峡和斯塔特角附近巡逻。在此期间，该艇共计击沉13艘协约国或中立国商船，容积总吨为5390吨，其中包括2472总吨的英国煤船诺斯维尔号（Northville）。1918年4月6日，UB-33号从泽布吕赫出发，前往英吉利海峡开展破交战，从此再没有返航。它是在4月11日为躲避英国巡逻船而闯入了布满水雷的多佛尔屏障。英国武装拖网船海洋漫游者号于18:00左右观察到爆炸，随后发现了残骸碎片和浮油。没有幸存者。
1918年5月21日，英国海军潜水员在瓦尔内沙洲附近的50°56′N 1°17′E / 50.933°N 1.283°E处发现了UB-33号的残骸。末任艇长弗里茨·格雷戈尔中尉的遗体仍在司令塔舱口内，显然他在最后一刻正试图离开潜艇。据称，这是由UC-75号潜艇于1918年5月31日被击沉后，其时任艇长瓦尔特·施密茨中尉作为战俘在英格兰接受审讯时，从英国情报部门获得的一张照片中认出的。在潜艇中，潜水员发现了一个防水的钢制盒，里面装有德国U艇的秘密文件。UB-33号的残骸位于水下77英尺（23）处。潜艇与直接从其上方通过的船舶龙骨之间的间隙非常小，且艇内仍有6枚鱼雷（其中2枚位于发射管内），这对该地区大量的跨海峡船舶交通构成了风险。但由于残骸遗址被官方列为战争坟墓，因此它不能被故意摧毁。

## 袭击历史摘要
| 日期          | 船名           | 船籍 | 吨位 | 结局       |
| ------------- | -------------- | ---- | ---- | ---------- |
| 1917年6月8日  | 克拉格勒号     | 挪威 | 550  | 缴作战利品 |
| 1917年6月9日  | 哥达号         | 瑞典 | 720  | 缴作战利品 |
| 1917年6月13日 | 格蒂号         | 瑞典 | 257  | 缴作战利品 |
| 1918年1月1日  | 杰纳西号       | 英国 | 2892 | 击伤       |
| 1918年2月8日  | 祝你健康号     | 英国 | 99   | 击沉       |
| 1918年2月16日 | 派克浦号       | 英国 | 3683 | 击伤       |
| 1918年2月16日 | 长官号         | 英国 | 58   | 击沉       |
| 1918年2月17日 | 诺斯维尔号     | 英国 | 2472 | 击沉       |
| 1918年2月19日 | 巴拉蒂埃长官号 | 法國 | 324  | 击沉       |
| 1918年2月20日 | 雪滴号         | 英国 | 40   | 击沉       |
| 1918年2月21日 | 伊达利亚号     | 英国 | 23   | 击沉       |
| 1918年2月21日 | 艾雷克斯号     | 英国 | 16   | 击沉       |
| 1918年2月21日 | 利奥诺拉号     | 英国 | 26   | 击沉       |
| 1918年2月21日 | 剑羚号         | 英国 | 38   | 击沉       |
| 1918年2月21日 | 玫瑰花蕾号     | 英国 | 44   | 击沉       |
| 1918年3月14日 | 卡拉号         | 挪威 | 1668 | 击沉       |
| 1918年3月15日 | 气泡沫号       | 英国 | 199  | 击沉       |
| 1918年4月8日  | 尼亚萨兰号     | 挪威 | 383  | 击沉       |

## 脚注
1. 1 2 3 4 5  Rössler，第64頁.
2. 1 2 3 4 5 6  Gröner 1991，第23-25頁.
3. 1 2  Helgason, Guðmundur. . German and Austrian U-boats of World War I - Kaiserliche Marine - Uboat.net.   [2022-03-27].
4. ↑  Helgason, Guðmundur. . German and Austrian U-boats of World War I - Kaiserliche Marine - Uboat.net.   [2022-03-27].
5. ↑  Helgason, Guðmundur. . German and Austrian U-boats of World War I - Kaiserliche Marine - Uboat.net.   [2022-03-27].
6. ↑  Helgason, Guðmundur. . German and Austrian U-boats of World War I - Kaiserliche Marine - Uboat.net.   [2022-03-27].
7. 1 2 3  陈进，第47頁.
8. 1 2  Helgason, Guðmundur. . German and Austrian U-boats of World War I - Kaiserliche Marine - Uboat.net.   [2022-03-27].
9. ↑  Rössler，第50頁.
10. 1 2 3  Helgason, Guðmundur. . German and Austrian U-boats of World War I - Kaiserliche Marine - Uboat.net.   [2022-03-27].
11. 1 2 3  NARS，第81頁.
12. ↑  Helgason, Guðmundur. . German and Austrian U-boats of World War I - Kaiserliche Marine - Uboat.net.   [2022-03-27].
13. ↑  . Daily Mail. 2007-08-17  [2022-03-27]. （原始内容存档于2022-05-11）.
14. ↑  . Daily Mail. 2007-08-17  [2022-03-27]. （原始内容存档于2022-05-11）.